# Elsebeth Gerner Nielsen
Elsebeth Gerner Nielsen (Frederikshavn, 5 gennaio 1960) è una politica danese, Ministro della cultura tra il 1998 e il 2001 e membro del Parlamento danese tra il 1994 e il 2007.

## Biografia
Nata ad Åsted Sogn, nella municipalità di Frederikshavn, ha ultimato gli studi nel 1977, laureandosi presso l'Università di Odense nel 1986.
Nel 1994 è stata eletta nella circoscrizione elettorale di Koldingkredsen, nella contea di Vejle, a membro del Folketing. Quattro anni dopo il Ministro di Stato Poul Nyrup Rasmussen l'ha nominata Ministro della cultura, carica che ha ricoperto fino al 2001.